# Елена Лазаревич Балшич Хранич
Елена Лазаревич Балшич Хранич (на сръбски: Јелена Лазаревић Балшић Хранић) е дъщеря на княз Лазар Хребелянович и княгиня Милица Хребелянович. През 1386 г. е омъжена за Георги II Страцимирович Балшич, управлявал земите около Шкодра и Зета, и приема неговото име Балшич. След смъртта на мъжа си през 1403 г. Елена помага в управлението на сина си Балша III и водените от него войни с Венецианската република. Когато през 1409 г. се постига мирно споразумение с венецианците, Елена Балшич заминава вместо сина си за Венеция за подписването на договора и поема върху себе си вината за водените военни действия. Впрочем в един венециански документ от същата 1409 г. тя е наречена „Magnifica Domina Elena“.
През 1411 г. се омъжва повторно за босненския велик войвода Сандал Косача. От втория си брак тя няма деца.
Когато синът ѝ Балша III умира през 1421 г., Елена нарежда да се построи църквата Св. Богородица към манастира Бешка на остров Бешка/Горица на Шкодренското езеро и пожелава след смъртта си да бъде погребана там. Тъй като синът ѝ не оставил мъжки наследник, а само две дъщери (синът му починал през 1415 г. като дете), Елена била обявена за негова наследница, а снаха ѝ се върнала при родителите си с двете си малки дъщери Елена и Теодора.
Елена Лазаревич Балшич Хранич починала през 1443 г. и била погребана в църквата Св. Богородица на езерото Шкодра.

## Книжовна дейност
По искане на Елена Балшич е съставен Горичкият сборник от нейния духовен наставник Никон Ерусалимец през 1441 и 1442 г., малко преди тя да почине. Като поръчителка Елена е взела дейно участие при съставянето на сборника, като е поставяла конкретни въпроси както от духовно, така и от практическо естество, на които наставникът ѝ е отговарял. Сборникът всъщност съдържа кореспонденцията между Елена и Никон Ерусалимец.